# Ahlmanns Allé
Ahlmanns Allé er en allé i Gentofte Kommune, Region Hovedstaden.

## Faktuelle vejdata
Vejen forløber fra Strandvejen 201 til Gersonsvej 28.

### Vej-id
1570007

## Vejnavnets oprindelse og historie
Ahlmanns Allé er anlagt i 1901.
Oprindelige navn Ths. J. Ahlmanns Allé. Ved udstykningen af Ny Hellerup, de sydligste arealer af Øregård, lod ejeren, grosser D. H. Ohlsen, denne vej opkalde efter sin svigerfar, købmand Thomas Jørgen Ahlmann (1814 – 92), ølbrygger og købmand og meget mere i Fredericia.
I 1958 overgik vejen til offentlig vej.
|  | Denne artikel om en bygning eller et bygningsværk kan blive bedre, hvis der indsættes et (bedre) billede. Du kan hjælpe ved at afsøge Wikimedia Commons for et passende billede eller lægge et op på Wikimedia Commons med en af de tilladte licenser og indsætte det i artiklen. |

55°44′13.53″N 12°34′12.51″Ø / 55.7370917°N 12.5701417°Ø